# Teutoburgerwald-Sandstein

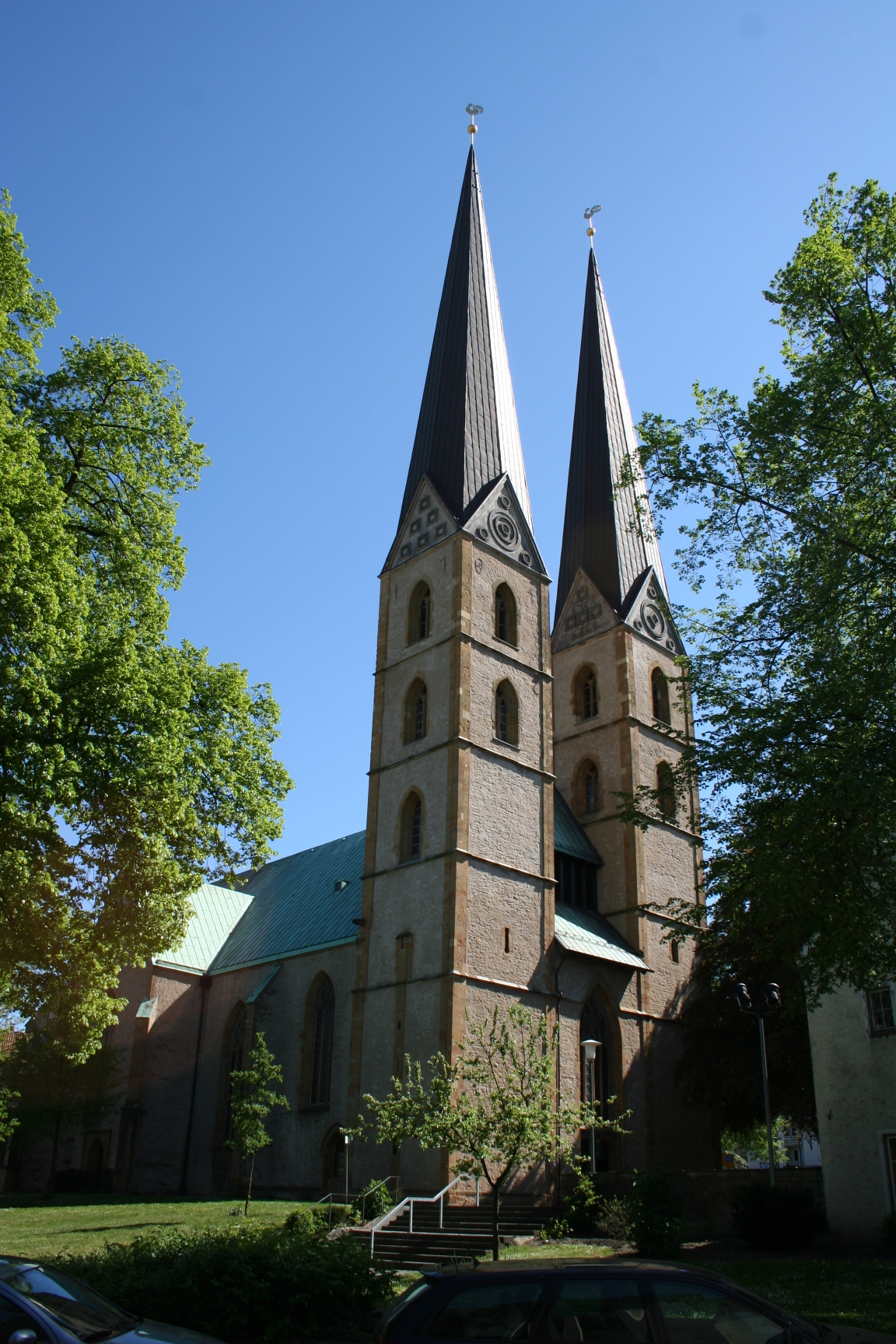
Neustädter Marienkirche in Bielefeld aus Teutoburger-Sandstein

Teutoburgerwald-Sandstein, auch Neokomsandstein, Kammsandstein, Bielefelder Sandstein und Gravenhorster Sandstein genannt, kommt bei Rheine, Bad Iburg, Bielefeld, Gütersloh und Detmold in einem Gebiet des Eggegebirges und des Teutoburger Waldes in Nordrhein-Westfalen vor. Der Teutoburgerwald-Sandstein entstand in der Unteren Kreide im Neokom und sollte nicht mit dem Osning-Sandstein verwechselt werden, der sich zwar auch in der Unteren Kreide, aber hauptsächlich im Wealden (Waldton) formte. Es gibt drei Typen des Teutoburgerwald-Sandsteins: Typ Velmerstot, Typ Grotenburg und Typ Ebberg.

## Gesteinsbeschreibung
Die Farbe dieser Sandsteine reicht von grauweiß und gelb bis rot. Er zeigt hin und wieder Liesegangsche Ringe; er ist aber auch rostfarben, braun bis violett gefärbt. Im Osning kann das Vorkommen durch Glaukonit grün gefärbt sein. Sein Korn ist fein- bis mittelkörnig. Seine Bindung ist zumeist tonig-limonitisch, wobei tonige Bindung überwiegt. Eine teilweise quarzitische Bindung ist selten, außer bei Gravenhorst, wo der Gravenhorster Sandstein gebrochen wurde, der quarzitisch und damit verwitterungsfester gebunden ist. Dies gilt vor allem für das Vorkommen im nordwestlichen Teil des Teutoburger Waldes. Eine karbonatische Bindung der Gesteinslagen wird im südöstlichen Osning festgestellt. Neben Quarz und Gesteinsbruchstücken, findet sich akzessorisch Zirkon, Spinell, Turmalin, Schwermetalle und Granat. Feldspat kommt selten vor wie auch Pyrit. Teilweise sind die Lagen auch mit größeren Körnern und Gesteinsbruchstücken konglomeratisch.

## Vorkommen und Sandsteintypen

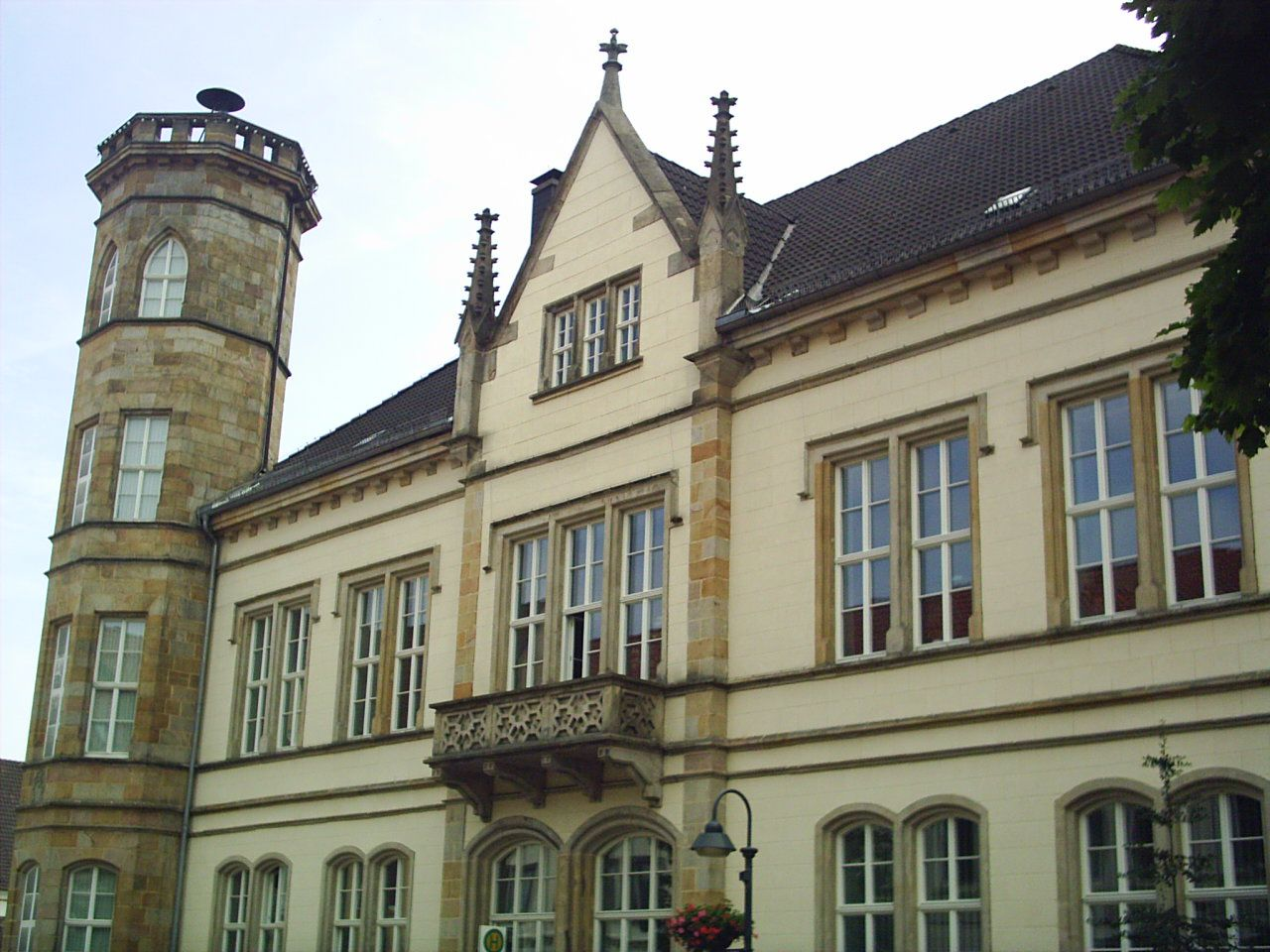
Rathaus in Horn mit Teutoburgerwald-Sandstein erbaut

Das Vorkommen kann durchgängige Bänke bis zu 8 Meter umfassen, flache Lagerung ist selten. Die Konglomeratbänke werden bis zu 5 Meter mächtig. Im Ravensberger Hügelland und im östlichen Teutoburger Wald beträgt die Schichthöhe bis zu 40 bis 60 Meter, bei Horn-Bad Meinberg und Detmold 40 bis 60 Meter und im Osning erreicht das Gesteinsvorkommen 200 bis 360 Metern und sinkt im Nordosten ab. Teilweise sind beim Entstehungsprozess Pflanzenteile eingelagert worden, die ausgefällt wurden und Löcher im Gestein verursachten.
Die bekanntesten Vorkommen liegen bei Bevergern, Gravenhorst, Riesenbeck und am Dörenberg.

### Verwendung
Dieser Sandstein wurde als Werkstein für Hoch- und Brückenbauten verwendet, als Bord- und Gedenkstein, für Verblender und Steinbildhauerarbeiten. Abgebaut wurde dieser Stein seit dem Mittelalter. 1938 bestanden zwei Groß- und sechs Kleinbetriebe mit etwa 240 Beschäftigten und nach dem Zweiten Weltkrieg konnte nicht an diese Betriebszahlen angeknüpft werden.

### Teutoburger Sandstein, Typ Velmerstot
Der Steinbruch liegt an dem Berg Velmerstot bei Horn-Bad Meinberg im südöstlichen Teutoburger Wald und wird im Jahre 2008 nicht mehr abgebaut. Es handelt sich um einen hellgrauen teilweise braun-gebänderten Sandstein aus dem Neokom, der teils tonig und teils quarzitisch gebunden ist. Er besteht aus 85 Prozent Quarz, 13 Prozent Gesteinsbruchstücken und 2 Prozent Feldspat, daneben treten Muskovit und Schwermetalle akzessorisch auf.
Verbaut wurde dieser Sandstein für Massivbauten, Fassaden und Portalen sowie für Denkmäler. Das Schloss, Landestheater und Amtsgericht in Detmold, Horn-Bad Meinberg und Lage sind aus diesem Sandstein sowie zahlreiche Kirchen und Steinhäuser im Raum Detmold.

### Teutoburger Sandstein, Typ Grotenburg
Der Sandsteintyp Grotenburg ist im Jahre 2008 nicht mehr im Abbau und wurde auf dem Berg Grotenburg bei Detmold gewonnen. Es ist ein hellgrauer Sandstein mit bräunlicher Flammung. Es handelt sich um einen quarzitisch gebundenen Naturstein. Er besteht aus 98 Prozent Quarz, 2 Prozent Gesteinsbruchstücken und akzessorischen Anteilen von Schwermetallen. Er ist durch seine Quarzbindung sehr verwitterungsbeständig. Er wurde mit dem Typ Velmertot gemischt an oben genannten Bauwerken verbaut.

### Teutoburger Sandstein, Typ Ebberg
Abgebaut wurde der am Berg Ebberg im südöstlichen Teutoburger Wald bei Bielefeld. Das Vorkommen wurde im Jahre 2008 nicht mehr abgebaut. Es ist ein feinsandiger und durch ausgelöste Pflanzenteile löchriger Sandstein. Er ist tonig-limonitisch und wenig quarzitisch gebunden. Sein Mineralbestand: Quarz 94 Prozent, Gesteinsbruchstücke 4 % und 2 Prozent Feldspat. Verbaut wurde er an der Neustädter Marienkirche (ab 1293) und am Ratsgymnasium in Bielefeld, ferner an zahlreichen Gebäuden der Bielefelder Altstadt und als Grabsteine auf dem Jüdischen Friedhof in Borgholzhausen.